# Cappelle-la-Grande
Cappelle-la-Grande é uma comuna francesa na região administrativa de Altos da França, no departamento do Norte. Estende-se por uma área de 5.46 km². Em 2010 a comuna tinha 7 983 habitantes (densidade: 1 462,1 hab./km²).